# Dymaxion-projectie

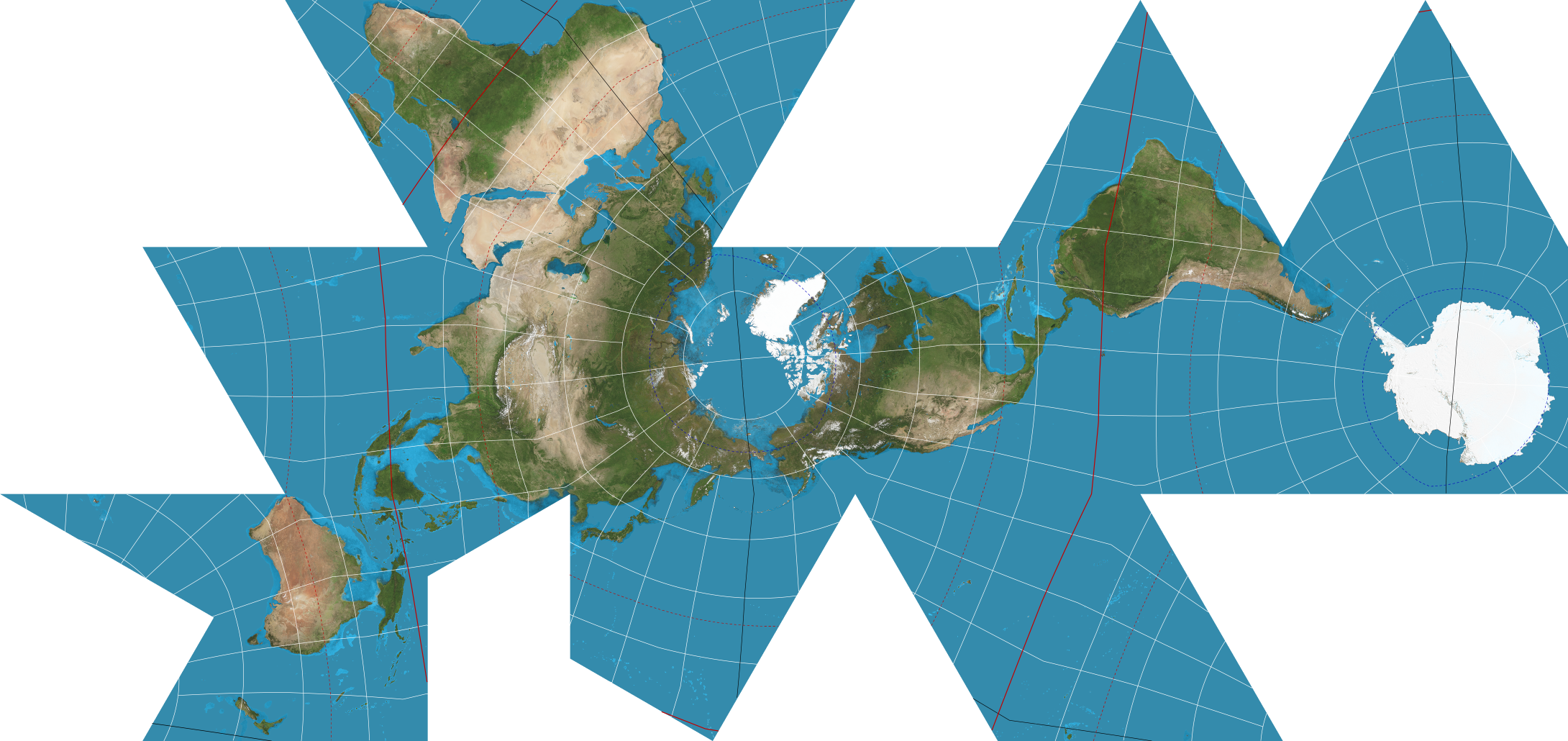
De dymaxionkaart, met de noordpool in het midden. De rode lijnen vormen de evenaar en de nulmeridiaan.

Animatie

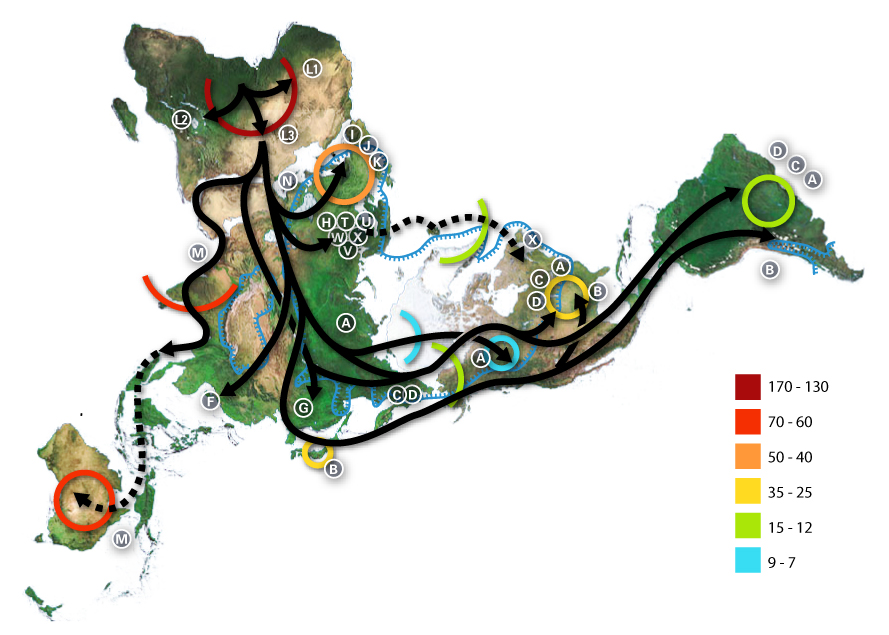
Kaart van de menselijke migratie vanuit Afrika op een dymaxionkaart

De dymaxion-projectie of dymaxionkaart is een wereldkaart die opgebouwd is uit driehoeken, oftewel een regelmatig twintigvlak of icosaëder. Deze is bedoeld om een wereldkaart te tonen met daarin zo min mogelijk vervorming. De kaart werd ontwikkeld door Richard Buckminster Fuller en reeds in 1943 gepubliceerd in Life magazine. Het is een centrale projectie waarbij een deel van de wereld als middelpunt wordt gezien en de afstand tot de rest van de landmassa van daaruit wordt weergegeven. In 1954 publiceerde Buckminster Fuller samen met Shoji Sadao een aangepaste versie waarbij de icosaëder enigszins aangepast was waardoor de Aardse landmassa bijna een eiland lijkt van aaneengesloten werelddelen.
Het probleem met wereldkaarten is dat de kaartprojectie altijd vervormen omdat een bolvormige oppervlak op een plat vlak wordt weergegeven. Een goed voorbeeld is de mercatorprojectie, die reeds uit 1511 stamt en lange tijd goed bruikbaar is geweest voor de scheepsnavigatie omdat de bovenkant altijd het noorden aangeeft en men makkelijk kan zien hoe lang een route in een rechte lijn werkelijk is. Echter, hoe dichter men bij de polen komt, hoe meer de vervorming een rol speelt. Groenland en Antarctica zijn op de kaart net zo groot als Afrika terwijl dit in werkelijkheid niet zo is. Er zijn sindsdien vele oplossingen gevonden om deze vervorming te minimaliseren, vaak met een specifiek doel. Zo zijn er de hoekgetrouwe kegelprojectie uit 1772 die later zeer bruikbaar bleek in de luchtvaartnavigatie, de van der Grinten-projectie uit 1898 en de Robinsonprojectie uit 1963 die alle drie minder vervorming vertonen.
Buckminster stelde dat de dymaxionkaart de volgende voordelen heeft:
- De kaart vertoont weinig vervorming en is toch bruikbaar.
- De kaart heeft geen culturele bias en is hierdoor inclusiever. Geen enkel land of werelddeel kan het middelpunt claimen.
- De kaart kan op meerdere manieren gemaakt worden door steeds een ander punt, land of werelddeel als beginpunt te kiezen.

De kaart heeft als nadeel dat deze minder overzichtelijk is. Op de meeste plaatsen is het lastig om de geografische coördinaten te bepalen, te zien wat noord of zuid is en hoe de continenten ten opzichte van elkaar liggen.